# Thure Drufva
Peter Thure Gerhard Drufva, född 22 januari 1767 Nyborg, Håtuna socken, Uppland, död 6 oktober 1822, var en svensk militär, överste, friherre och landshövding. Han var son till översten Gerhard Störning Drufva och friherrinnan Maria Dorotea von Kochen, gift i Stockholm den 8 juni 1788 med Ulrika Melin, svensk textilkonstnär.

## Biografi

### Första tiden
Sin militära bana inledde Thure Drufva, som var brukligt på den tiden, redan som tvååring då han blev utnämnd till förare, en underofficersgrad vid infanteriet, vid Upplands regemente. Som femåring blev han utnämnd till sergeant, vid nio års ålder steg han i de militära graderna till löjtnant och vid sexton år blev han stabskapten.
Under denna tid förbereddes han för sin militära bana genom utbildning, som bedrevs både privat och vid offentliga läroverk, bland annat fick han som stabskapten vid en pensionsförening i Stockholm. Vid arton års ålder befordrades han till kapten med ansvar för ett kompani.

### Militär karriär
Drufva kommenderades vid krigsutbrottet 1788 i Gustav III:s ryska krig till Finland. Här blev han fånge vid Svensksund och fördes till Ryssland som krigsfånge. Under sin tid i Ryssland blev han i sin frånvaro vid den svenska armén utnämnd till major. Vid fredsslutet utväxlades han och blev 1796 utnämnd till överstelöjtnant. 
Han deltog vid belägringen av Stralsund 1807, i det svensk-franska kriget 1805–1810, och deltog i finska kriget 1808. Här uppmärksammades han vid flera drabbningar, speciellt vid slaget vid Oravais. Han befordrades till överste i armén 1809.

### Civil karriär
Drufva tog avsked från armén och blev 1814 utnämnd som tillförordnad landshövding i Värmlands län. Han blev 1815 upptagen som friherre och blev 1816 utnämnd till landshövding i Västmanlands län. 
Han studerade kopparsticksteknik för Jacob Gillberg och har lämnat efter sig några kopparstick med motiv från lantgårdar. Han blev ledamot av Konstakademien 1784.

## Familj
Thure Drufva gifte sig 1788 med Ulrika Melin. Paret blev barnlöst och friherreätten Drufva dog ut i och med Thure Drufvas död. Drufva besjungs av Johan Ludvig Runeberg i Fänrik Ståls sägner där han är en av hjältarna vid slaget vid Oravais.
| ... | »Herr öfverstlöjtnant, ni drar ert svärd med årbräckt hand och vågar dock bjuda ert lif som gärd för kung och land; jag har ett lif i sin styrkas vår, det bott i mitt hjerta blott femton år säg, skall jag ej våga det bjuda? Jag vill se, hvem min gärd försmår!» | Den gamle Drufva, han spände sin blick: »Det der klang stål! De orden, herre, de slogo ej klick, de råkte mål. Så må jag kalla er vek ej mer, men tacka Gud, att han gett mig er, ty hjertat är det, ej armen, till slut dock, som kraften ger.» |  |

Dikten om Wilhelm von Schwerin i Fänrik Ståls sägner.